# Michael CUP
Michael "CUP" Rasmussen ("CUP" = Calm Under Pressure) er en tidligere Gaffa-skribent og hip hop-arrangør, som i dag er en del af Primo Entertainment, der bl.a. står bag successen MC Fight Night. Michael CUP har været en del af den danske hip hop-scene fra starten og er bl.a. manager for R&B-sangerinden Szhirley og har været det for rapperen Niarn. 